# Les Compagnons de l'aventure : Les Mégazèbres
Pour les articles homonymes, voir Les Compagnons de l'aventure.
Ne doit pas être confondu avec Les Six Compagnons.
Les Compagnons de l'aventure : Les Mégazèbres est une série télévisée française en 12 épisodes créée par Pascale Breugnot et diffusée à partir du 22 février 1991 dans le Club Dorothée sur TF1, tournée dans le Val d'Oise, au château de Rueil-Seraincourt (Domaine de Seraincourt), dans la commune de Seraincourt.
Produite par Ima Productions, elle fait suite à Les Compagnons de l'aventure : Lola et les Sardines et précède Les Compagnons de l'aventure : Les Ouchas.

## Distribution
- Charles Koucem : Manu
- Sébastien Davis : David
- Julie Glenn : Claire
- Ghislain Lombard : Adams
- Guest-star :
- Sandrine Kiberlain: Une pharmacienne (épisode 7 : Philoxamil 50)

## Épisodes
1. Bonne Pioche
2. L'Oiseau de passage
3. Alimentaire, mon cher Watson
4. La radio commande
5. L'Étrange Étrangère  avec Charles Koucem (Manu), Sébastien Davis (David), Julie Glenn (Claire), Ghislain Lombard (Adams), Lucienne Legrand, et Isabelle de Botton (Ginette), Raoul Guylard (Virgil), Charlotte Roy (Nadia).
6. La Valise
7. Philoxamil 50 avec Charles Koucem (Manu), Sébastien Davis (David), Julie Glenn (Claire), Ghislain Lombard (Adams), Lucienne Legrand,  et Mathilde Cavillan, Yves Gabrielli, Sandrine Kiberlain, Bernard Lanneau, Frédéric Witta.
8. La Malle mystérieuse avec Charles Koucem (Manu), Sébastien Davis (David), Julie Glenn (Claire), Ghislain Lombard (Adams), Lucienne Legrand, et Dominique Duvivier, Maxime Mansion, Emmanuel Montes.
9. Drôles d'oiseaux
10. L'Énigme du sphinx
11. Pas de fumée sans feu
12. La Méduse de Turner avec Charles Koucem (Manu), Sébastien Davis (David), Julie Glenn (Claire), Ghislain Lombard (Adams), Lucienne Legrand, et Bill Dunn, Nicolas Hawtrey, Suzannah Kenton